# 2023年世界水泳選手権アメリカ領サモア選手団
2023年世界水泳選手権アメリカ領サモア選手団は、2023年7月14日から7月30日まで日本の福岡県福岡市で開催された第20回世界水泳選手権のアメリカ領サモア選手団、およびその競技結果。

## 選手団
- 人員: 選手 1人

## 選手名簿・結果
| 選手           | 種目           | 予選      | 予選 | 準決勝   | 準決勝   | 決勝     | 決勝     |
| 選手           | 種目           | 結果      | 順位 | 結果     | 順位     | 結果     | 順位     |
| -------------- | -------------- | --------- | ---- | -------- | -------- | -------- | -------- |
| マイカ・マセイ | 男子50m自由形  | 24秒16    | 71位 | 予選敗退 | 予選敗退 | 予選敗退 | 予選敗退 |
| マイカ・マセイ | 男子100m平泳ぎ | 1分08秒42 | 63位 | 予選敗退 | 予選敗退 | 予選敗退 | 予選敗退 |